# Sans famille (mini-série, 2000)
Pour les articles homonymes, voir Sans famille (homonymie).
Sans famille est une mini-série française[réf. nécessaire] en 2 épisodes (ou 4 épisodes sur le DVD), réalisée par Jean-Daniel Verhaeghe, diffusée les 18 et 19 décembre 2000. Il s'agit d'une adaptation du roman Sans famille d'Hector Malot, publié en 1878.

## Synopsis
Rémi est un petit garçon abandonné bébé et élevé par la mère Barberin. Un jour, le mari de cette dernière le vend à Vitalis un musicien ambulant qui prendra le garçon en affection. Rémi vivra donc aux côtés de cet homme et de ses animaux : Joli-Cœur un petit singe farceur, Capi, Zerbino et Dolce, trois chiens. Il finira par apprendre la véritable histoire de sa naissance et de son abandon…

## Fiche technique
- Titre : Sans famille
- Réalisation : Jean-Daniel Verhaeghe
- Scénario : Frédéric Vitoux d'après le livre éponyme de Hector Malot
- Production : Jean-Pierre Guérin, Marc Jenny, Oldrich Mach, Oliver Schündler et Christophe Valette
- Musique : Carolin Petit
- Photographie : Jirí Macháne
- Montage : Julieta Solis
- Pays d'origine : France[réf. nécessaire]
- Format : Couleurs
- Genre : Drame
- Durée : 180 minutes (en 2 parties : 2x90 min)
- Première diffusion : les 18 et 19 décembre 2000 sur France 2

## Distribution
- Pierre Richard : Vitalis / Vitalo Pedrotti
- Jules Sitruk : Rémi
- Stefano Dionisi : Georg von Strauberg
- Veronica Ferres : Johanna von Strauberg
- Marianne Sägebrecht : Mère Barberin
- Claude Jade : Belle dame
- Bernard Fresson : Padrone Garofoli
- Marcel Dossogne : Charles Fontane
- Philippe Nahon : Père Barberin
- Frédéric Deban : Cambrioleur Julien
- Pierre Forest : Patron de l'auberge
- Pierre Jaeger : Pasquale
- Julia Portoghese : Lise
- Gwennoal Hollenstein : Mattia
- Guillaume Barbot : Ricardo
- Francis Besson : Juge du tribunal
- Roger Jacquet : Juge de paix
- Roland De Pauw : Espinassous
- Josef Kubicek : Médecin Charles
- Camille Verhaeghe : Infirmière de l'hôpital

## Discographie
La bande originale de la mini-série Sans Famille composée par Carolin Petit a été éditée sur CD chez Disques Cinémusique en 2002. Une autre œuvre du même compositeur pour le même réalisateur est également présente : Madame de....